# (1985) Hopmann
(1985) Hopmann (aussi nommé 1929 AE) est un astéroïde de la ceinture principale, découvert le 13 janvier 1929 par Karl Wilhelm Reinmuth à Heidelberg en Allemagne. Il a été nommé en hommage à Josef Hopmann, astronome allemand.